# Мале Садове
Мале́ Садо́ве (до 1948 року — Кючу́к-Сюйрє́н, крим. Küçük Süyren) — село в Україні, у Бахчисарайському районі Автономної Республіки Крим. Розташоване на півдні району.
Село Мале Садове розташоване в 25 кілометрах на південь від Бахчисарая, поруч з Албатом. Історична назва — Кючюк-Сюйрен.
Неподалік знаходяться руїни середньовічної Сюренського фортеці.

## Населення
За даними перепису населення 2001 року, у селі мешкала 331 особа. Мовний склад населення села був таким:
| Мова              | Число ос. | Відсоток |
| ----------------- | --------- | -------- |
| українська        | 18        | 5,44     |
| російська         | 269       | 81,27    |
| кримськотатарська | 44        | 13,29    |